# Экономическая школа (институт)
Институт «Экономическая школа» — институт, действовавший в 1994—2004 годах. В 2004 году институт вошёл в состав НИУ ВШЭ.

## История
Некоммерческая частная организация Институт «Экономическая школа» была создана в 1994 году на базе предприятия «Экономическая школа», основанного в 1991 году группой преподавателей экономических вузов Санкт-Петербурга. Основным направлением деятельности института было: издание учебной, справочной и научной литературы, в том числе журнала "Экономическая школа"; переподготовка преподавателей и внедрение новых учебных курсов в высшей школе; повышение квалификации специалистов предприятий России; исследовательская деятельность; экономическое образование в школе. 
При институте были своё издательство «Экономическая школа» и редакция журнала «Экономическая школа». В 2004 году Институт «Экономическая школа» вошел в состав Санкт-Петербургского филиала ГУ-ВШЭ (ныне НИУ ВШЭ) как самостоятельное подразделение с сохранением своего названия и основных направлений деятельности.
Институт на протяжении 1994—2004 годов занимался переводами и созданием литературы, были выпущены первые российские учебники промежуточного уровня по микро- и макроэкономике, издавался журнал «Экономическая школа», вышла серия переводов классики — «Вехи экономической мысли».